# Canon EOS 5D Mark II
Canon EOS 5D Mark II — профессиональная цифровая однообъективная зеркальная камера семейства EOS компании Canon. Камера обладает полноразмерной КМОП-матрицей (36 × 24 мм) с эффективным разрешением 21,1 млн пикселей. 5D mark II является первым цифровым зеркальным фотоаппаратом компании Canon, поддерживающим возможность записи видео. Фотоаппарат был представлен 17 сентября 2008 года и заменил на рынке предшествующую модель — Canon EOS 5D.
В марте 2012 года был представлен преемник — Canon EOS 5D Mark III, а в сентябре — ещё одна модель с близкими характеристиками, Canon EOS 6D. После этого продажи 5D Mark II продолжались ещё в течение нескольких месяцев, стоимость к концу 2012 года упала до 1600 долларов США. В декабре 2012 года фотоаппарат был официально объявлен снятым с производства.

## Основные различия EOS 5D и 5D Mark II
| Характеристика                 | EOS 5D                                              | EOS 5D Mark II                                        |
| ------------------------------ | --------------------------------------------------- | ----------------------------------------------------- |
| Размер фотосенсора             | 35,8 × 23,9 мм                                      | 36 × 24 мм                                            |
| Разрешение фотосенсора         | 12,8 Мп                                             | 21,1 Мп                                               |
| Процессор                      | Digic II                                            | Digic 4                                               |
| Диапазон чувствительности ISO  | 100—1600 (50—3200)                                  | 100—6400 (50—25600)                                   |
| Скорость съемки и объем буфера | 3 кадра в секунду (до 60 снимков JPEG или 17 в Raw) | 3,9 кадра в секунду (до 78 снимков JPEG или 13 в RAW) |
| диагональ LCD-дисплея          | 64 мм                                               | 76 мм                                                 |
| Площадь покрытия видоискателя  | 96 %                                                | 98 %                                                  |
| Батарея                        | BP-511A                                             | LP-E6                                                 |
| Съемка видео                   | нет                                                 | да                                                    |

### Новые возможности
В EOS 5D Mark II появился ряд новых возможностей по сравнению с предыдущей моделью серии:
- Запись видео в формате Full HD (1920×1080) и SDTV (640×480);
- Встроенный монофонический микрофон и динамик, гнездо для подключения внешнего микрофона;
- Режим LiveView с режимом симуляции экспозиции;
- Контрастный автофокус в режиме LiveView;
- Разъем HDMI стандарта Type C MiniHDMI.
- Система автоматического удаления пыли.

## Описание

### Автофокусировка
Фотоаппарат оснащён 15-точечной системой автофокусировки: 9 точек можно выбрать, остальные 6 — невидимые вспомогательные датчики. Основные точки фокусировки расположены ромбом, как на первой модели «Кэнона» с девятиточечной системой — EOS 20D. Восемь датчиков являются горизонтальными и чувствительны при светосиле 1:5,6 или больше, а центральный является крестовым и чувствителен в горизонтальной плоскости при 1:5,6, а в вертикальной — лишь при 1:2,8 или больше, обладая при этом повышенной чувствительностью.
Шесть вспомогательных датчиков расположены вокруг центрального: три сверху в ряд и три снизу. Два из них, центральные, обладают повышенной чувствительностью при светосиле от 1:2,8.

## Съёмка видео

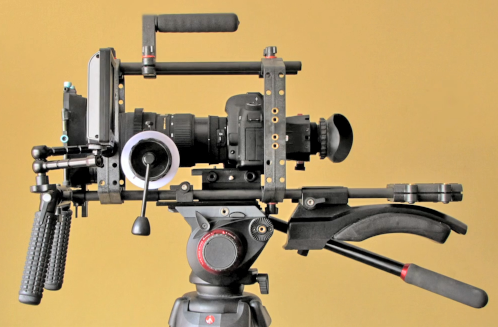
5D Mark II, подготовленный к киносъёмке

Canon EOS 5D Mark II стал первой цифровой зеркальной камерой, снимающей видео стандарта 1080p. Камера позволяет снимать видеоролики размером до 4 Гб, что соответствует примерно 12 минутам записи с разрешением 1920x1080 (16:9) или 24 минутам с разрешением 640x480 (4:3).
Видеозаписи сохраняются в формате QuickTime MOV. Применяется сжатие видео стандарта H.264/MPEG-4 (Base Profile @ L5). Звуковая дорожка записывается без сжатия в формате PCM (48 кГц).
Фотоаппарат оборудован встроенным монофоническим микрофоном. Имеется возможность подключения внешних моно- и стерео микрофонов.

### Использование в кинопроизводстве
Благодаря отличному качеству получаемой видеозаписи, этот фотоаппарат стал первым, который начали применять для съемки малобюджетных кинофильмов и телесериалов. Из-за большого размера матрицы, значительно превосходящей по размерам матрицу формата «Супер-35», применяемую в большинстве цифровых кинокамер, Canon EOS 5D Mark II стал их малобюджетной альтернативой. Большие фокусные расстояния объективов обеспечивают характер изображения, аналогичный профессиональным киносъемочным объективам, и недостижимый в видеокамерах с маленькой матрицей.
- В 2010 году на этот фотоаппарат были впервые сняты два российских фильма, «Гидравлика» и «Явление природы»[11][12].
- В 2010 году в прокат вышел французский абсурдно-комедийный фильм ужасов «Шина» (англ. Rubber), целиком снятый на Canon EOS 5D mark II.
- Заставка 35-го сезона телевизионной передачи «Субботним вечером в прямом эфире» (США) снята при помощи фотокамеры Canon EOS.[13]
- Эпизод «Помоги мне» (англ. Help Me) американского телесериала «Доктор Хаус» был полностью снят на Canon EOS 5D mark II.[14]
- Телевизионный фильм английского телеканала BBC Four «The Road to Coronation Street», вышедший 16 сентября 2010 года, целиком снят с использованием Canon EOS 5D Mark II.[15]
- Российская драма 2011 года «Портрет в сумерках» полностью снята на два фотоаппарата Canon EOS 5D Mark II[16].
- В художественном фильме "Мстители" по мотивам комиксов компании Marvel Comics отдельные кадры и дубли были сняты камерой  Canon EOS 5D Mark II [17]

## Замена колеса выбора режима
В декабре 2010 компания Canon предложила пользователям Canon EOS 7D и Canon EOS 5D Mark II платную услугу по замене колеса выбора режима съёмки. Новое колесо отличается расположенной в центре кнопкой, которую необходимо нажать и удерживать для смены режима, как это реализовано в представленной в августе 2010 года модели Canon EOS 60D.

## Системное программное обеспечение
Компанией Canon выпущено несколько обновлений системного программного обеспечения (firmware, «прошивки») камеры:
- 7 января 2009 года выпущена версия 1.0.7, устраняющая проблемы с появлением черных пикселей и вертикальных полос на готовом снимке в некоторых ситуациях.
- 2 июня 2009 года выпущена версия 1.1.0, добавляющая возможность изменять параметры диафрагмы, выдержки и ISO непосредственно в ходе видеосъемки.
- 17 декабря 2009 года выпущена версия 1.2.4, добавляющая поддержку беспроводного передатчика файлов WFT-E4 II, а также исправляющая проблемы с появлением шумов в определенных ситуациях.
- 16 марта 2010 года выпущена версия 2.0.3, добавляющая возможность съемки видео в формате 1080p для стандартов NTSC 29,97 кадров/с, PAL 25,00 кадра/с и 23,976 кадр/сек. Также добавлена возможность ручной установки громкости записи звука (64 уровня), гистограммы для съемки фильмов в ручном режиме. Частота дискретизации звука увеличена с 44,1 кГц до 48 кГц.
- 19 марта 2010 года выпущена версия 2.0.4, устраняющая ошибки, связанные с записью звука, появившиеся после выхода версии 2.0.3.
- 19 октября 2010 года вышла версия 2.0.8, исправляющая ряд ошибок, возникающих в отдельных ситуациях.
- 30 мая 2011 года вышла версия 2.0.9, повышающая производительность определенных карт памяти и исправляющая другие незначительные ошибки.
- 14 ноября 2011 года выпущена версия 2.1.1, исправляющая ошибку, связанную с работой непрерывного режима съемки, а также содержащая исправления орфографических ошибок в голландской версии интерфейса камеры.
- 29 февраля 2012 года выпущена версия 2.1.2, улучшающая производительность камеры при использовании карт памяти стандарта UDMA 7.

## Совместимость
EOS 5D Mark II совместим с объективами, использующими байонет EF (а также с некоторыми объективами других систем при использовании специальных переходников), вспышками серии Speedlite, а также другими аксессуарами семейства Canon EOS. К камере могут быть подключены устройства беспроводной передачи файлов Canon WFT-E4 и WFT-E4 II, внешние микрофоны различных производителей. Фотоаппарат совместим с комплектом защиты исходных данных Canon OSK-E3, пультами дистанционного управления Canon (в том числе — беспроводными).
Камера имеет возможность замены фокусировочного экрана. Помимо стандартного экрана Eg-A EOS 5D Mark II совместим с фокусировочными экранами Canon Eg-D и Eg-S. Имеется возможность установки удлинителя окуляра Canon EP-EX15 и углового видоискателя модели «C».
В фотоаппарате используются аккумуляторы модели LP-E6, которые впоследствии получили другие зеркальные фотоаппараты — 7D, 60D, 5D Mark III). Возможна установка батарейной ручки модели BG-E6, а также использование переходника постоянного тока Canon DR-E6 (комплект сетевого питания ACK-E6).
Камера, как и все полнокадровые зеркалки использующие байонет EF, не совместима с объективами EF-S.

## Награды

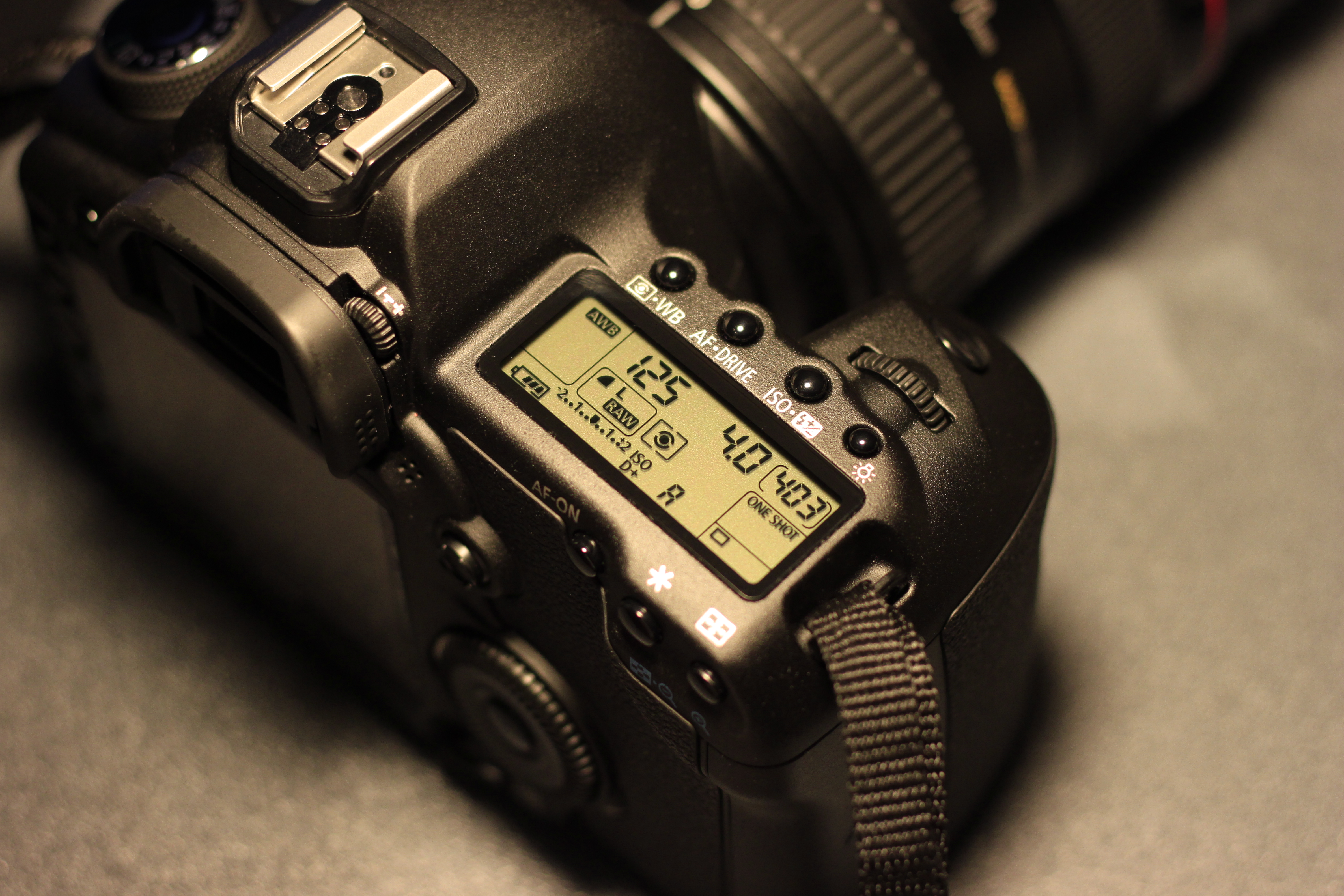
Экран с параметрами съемки и элементы управления камерой

Canon EOS 5D Mark II стал лауреатом премий TIPA (Technical Image Press Association) и EISA (European Imaging and Sound Association):
- TIPA Best Digital SLR Expert (2009)[19],
- EISA European Advanced Camera (2009—2010)[20].

Фотоаппарат также отмечен наградами ряда авторитетных изданий:
- Gear of the Year в категории «Фотоаппараты» журнала Outside Magazine (2009),
- Professional Photographer Magazine Hot One Award в категории цифровых зеркальных фотоаппаратов стоимостью от 1000 до 3000 долларов (2009).